# Roberto Fernández Urbieta
Roberto Fernández Urbieta, noto semplicemente come Roberto Fernández (7 giugno 2000), è un calciatore paraguaiano, difensore della Dinamo Mosca.

## Caratteristiche tecniche
È un difensore centrale.

## Carriera

### Club
Ha giocato nella prima divisione paraguaiana ed in quella russa.

### Nazionale
Nel 2017 ha conquistato un terzo posto nel campionato sudamericano Under-17.
Con la nazionale Under-20 paraguaiana ha preso parte al Sudamericano Under-20 2019.

## Statistiche
Statistiche aggiornate al 26 gennaio 2019.

### Cronologia presenze e reti in nazionale
| Cronologia completa delle presenze e delle reti in nazionale ― Paraguay under 20 | Cronologia completa delle presenze e delle reti in nazionale ― Paraguay under 20 | Cronologia completa delle presenze e delle reti in nazionale ― Paraguay under 20 | Cronologia completa delle presenze e delle reti in nazionale ― Paraguay under 20 | Cronologia completa delle presenze e delle reti in nazionale ― Paraguay under 20 | Cronologia completa delle presenze e delle reti in nazionale ― Paraguay under 20 | Cronologia completa delle presenze e delle reti in nazionale ― Paraguay under 20 | Cronologia completa delle presenze e delle reti in nazionale ― Paraguay under 20 |
| Data                                                                             | Città                                                                            | In casa                                                                          | Risultato                                                                        | Ospiti                                                                           | Competizione                                                                     | Reti                                                                             | Note                                                                             |
| -------------------------------------------------------------------------------- | -------------------------------------------------------------------------------- | -------------------------------------------------------------------------------- | -------------------------------------------------------------------------------- | -------------------------------------------------------------------------------- | -------------------------------------------------------------------------------- | -------------------------------------------------------------------------------- | -------------------------------------------------------------------------------- |
| 18-1-2019                                                                        | Talca                                                                            | Ecuador under 20                                                                 | 3 – 0                                                                            | Paraguay under 20                                                                | Sudamericano Sub-20 2019 - 1º turno                                              | -                                                                                |                                                                                  |
| 20-1-2019                                                                        | Curicó                                                                           | Paraguay under 20                                                                | 1 – 1                                                                            | Argentina under 20                                                               | Sudamericano Sub-20 2019 - 1º turno                                              | -                                                                                |                                                                                  |
| 22-1-2019                                                                        | Talca                                                                            | Paraguay under 20                                                                | 1 – 0                                                                            | Perù under 20                                                                    | Sudamericano Sub-20 2019 - 1º turno                                              | -                                                                                |                                                                                  |
| 26-1-2019                                                                        | Talca                                                                            | Uruguay under 20                                                                 | 1 – 0                                                                            | Paraguay under 20                                                                | Sudamericano Sub-20 2019 - 1º turno                                              | -                                                                                |                                                                                  |
| Totale                                                                           |                                                                                  | Presenze                                                                         | 4                                                                                |                                                                                  | Reti                                                                             | 0                                                                                |                                                                                  |